# 情感
| ウィキペディアには「情感」という見出しの百科事典記事はありません（タイトルに「情感」を含むページの一覧/「情感」で始まるページの一覧）。 代わりにウィクショナリーのページ「情感」が役に立つかもしれません。 |